# Francesca Schiavone
Francesca Schiavone, född 23 juni 1980 i Milano, är en italiensk före detta högerhänt professionell tennisspelare.

## Tenniskarriären
Francesca Schiavone blev professionell spelare på WTA-touren 1998. Hon har till och med säsongen 2008 vunnit 1 singeltitel och 6 dubbeltitlar på touren och en dubbeltitel i ITF-arrangerade turneringar. Som bäst rankades hon som nummer 11 i singel (januari 2006) och som nummer 8 i dubbel (februari 2007). Hon har hittills spelat in 3 634 497 US dollar i prispengar.
Som singelspelare har Schiavone haft betydande framgångar, och har fram till våren 2010 vunnit tre titlar: Bad Gastein på grus 2007, finalseger över österrikiskan Yvonne Meusburger), Moskva på hard-court 2009, finalseger över vitryskan Olga Govortsova och Barcelona på grus 2010, finalseger över italienskan Roberta Vinci. Båda säsongerna 2005 och 2006 nådde Schiavone tre singelfinaler men förlorade dessa mot spelare som Lindsay Davenport (Bali, 2005), Mary Pierce (Moskva, 2005), Justine Henin (Sydney, 2006) och Nadia Petrova (Amelia Island, 2006). Säsongen 2006 förlorade hon också finalen i Luxemburg mot den oseedade ukrainska tennisspelaren Alona Bondarenko, som därmed tog sin första WTA-titel. Schiavone har dock karriärsegrar över spelare som Amelie Mauresmo och Marion Bartoli. 
I Grand Slam-turneringar har Schiavone före 2010 som bäst nått kvartsfinal i Franska öppna (2001) och i US Open (2003). I Franska öppna 2010 nådde Schiavone singelfinal genom segrar över spelare som Li Na, Caroline Wozniacki och slutligen i semifinalen över Jelena Dementieva. I finalen mötte hon australiskan Samantha Stosur som hon besegrade med siffrorna 6-4, 7-6. Hon blev därmed den första italienska damspelaren som vunnit en Grand Slam-turnering i tennis. Hon gick även fram till final i Franska öppna 2011, en final där hon mötte Li Na.
I dubbel har Schiavone haft ännu större framgångar än i singel. Hon har vunnit dubbeltitlar i 4 Tier II-turneringar 2004-2006 och en Tier I-titel (Moskva, 2006). Tre av titlarna vann hon med tjeckiskan Kveta Peschke.  
Schiavone har deltagit i det italienska Fed Cup-laget 2002-07. Hon har spelat totalt 25 matcher och vunnit 14 av dem. Hon deltog i det slutsegrande italienska laget 2006.

## Grand Slam-finaler, singel (2)

### Singeltitel (1)
| År   | Turnering     | Finalmotståndare | Resultat |
| 2010 | Franska öppna | Samantha Stosur  | 6-4, 7-6 |

### Finalförlust (1)
| År   | Turnering     | Finalmotståndare | Resultat |
| 2011 | Franska öppna | Li Na            | 6-4, 7-6 |

## Övriga meriter

### Övriga singeltitlar
- Singel
  - 2010 - Barcelona
  - 2009 - Moskva
  - 2007 - Bad Gastein.

### Dubbel
- Titlar
  - 2006 - Dubai, Luxembourg, Moskva (alla med Kveta Peschke)
  - 2005 - Doha (med Alicia Molik)
  - 2004 - Warszawa (med Silvia Farina Elia)
  - 2001 - Sopot (med Joannette Kruger)